# Peltocoxa mediterranea
Peltocoxa mediterranea is een vlokreeftensoort uit de familie van de Cyproideidae. De wetenschappelijke naam van de soort is voor het eerst geldig gepubliceerd in 1977 door Schiecke.